# Гаркавий Сергій Іванович
Сергій Іванович Гаркавий (29 березня 1947 року, село Виблі Куликівського району Чернігівської області) — український медик. Професор, завідувач кафедри комунальної гігієни та екології людини Національного медичного університету ім. О. О. Богомольця. Доктор медичних наук. Лауреат Державної премії України в галузі науки і техніки, премії Академії медичних наук України в галузі профілактичної медицини за підручник «Комунальна гігієна».